# كينسي ميدلتون
كينسي ميدلتون (بالإنجليزية: Kinsey Middleton)‏ هي منافسة ألعاب القوى أمريكية، ولدت في 22 نوفمبر 1992.

## وصلات خارجية
- كينسي ميدلتون على موقع الاتحاد الدولي لألعاب القوى (الإنجليزية)
- كينسي ميدلتون على موقع TFRRS.org (الإنجليزية)